# Colby Keller
Pour les articles homonymes, voir Keller.
Colby Keller (né le 18 octobre 1980) est un artiste, blogueur et acteur pornographique américain.

## Biographie
Né à Ypsilanti dans le Michigan, Colby Keller fait ses études à l'université de Houston.
Il travaille dans le domaine de la pornographie gay depuis 2004, comme acteur d'abord pour le studio Sean Cody, puis pour Cocksure Men, Randy Blue, Titan Media, Falcon, CockyBoys et Men.com.
Il a continué en parallèle son activité d'artiste. Ses deux projets artistiques principaux sont Pieces of Eight et Everything But Lenin.
Il a aussi tourné une série de vidéos de conseils sexuels pour le site Manhunt de 2012 à 2014,.
En 2013, Keller collabore avec l'artiste Cameron Stalheim sur un projet intitulé Myth as Object, qui débouche sur une  exposition en 2014 pour le travail universitaire de fin d'année de Stalheim (MFA graduating thesis) au Maryland Institute College of Art. Le corps de Keller a été moulé en silicone pour créer un homme-sirène grandeur nature.
Colby Keller se fait plus largement connaître par son projet artistique et pornographique Colby Keller Does America (Colby Keller se fait l'Amérique), une série de vidéos filmées dans chaque état des États-Unis et dans certaines provinces du Canada. Plusieurs articles de médias généralistes rendent compte de ce projet,,.
Colby Keller se définit comme communiste, ce qu'il attribue en partie à sa fréquentation du milieu artistique, et à son éducation dans les Assemblées de Dieu.
En 2016, il participe comme mannequin à un défilé de Vivienne Westwood, Mirror the World. Dans un entretien pour le magazine Office, il déclare vouloir voter pour Donald Trump en qui il voit « une force déstabilisatrice »,, mais sans le soutenir. Il justifie son vote a posteriori en expliquant que « la démocratie aux États-Unis est une farce ».

## Filmographie partielle
- 2005 : Alabama Takedown de Joe Gage (Raging Stallion Studios)
- 2006: Lifeguard! Men of Deep Water Beach de Joe Gage (Titan Media)
- 2009 : XXX (Falcon Entertainment)
- 2011 : Indiscretion de Steve Cruz (Falcon)
- 2011 : The Other Side of Aspen VI (Falcon)
- 2011 : Cowboys de Chris Ward et Tony DiMarco (Raging Stallion)
- 2012 : Men in the Sand (Dragon)
- 2013 : A Thing of Beauty de R.J. Sebastian et Jake Jaxson (CockyBoys)
- 2013 : Relentless (Raging Stallion)
- 2013 : Dream Team de mr. Pam (Naked Sword)
- 2014 : Zolushka (court métrage de Wes Hurley)[16]
- 2016 : Fuck Me I'm Famous de mr. Pam (Naked Sword)
- 2017 : The Stillest Hour (CockyBoys)
- 2017 : Twink Peaks: A Gay XXX Parody (Men.com)
- 2017 : Justice League: A Gay XXX Parody (Men.com)
- 2018 : Flea Pit de Bruce LaBruce (CockyBoys)

## Séries
- 2017 : EastSiders : Arlen

## Distinctions
Prix
- WOWIE Award (World of Wonder) du meilleur blog en 2013[17].
- PinkX Gay Video Awards 2015 : meilleur actif.
- XBIZ Award 2018 : performeur gay de l'année[18].

Nominations
- Grabby Award du meilleur acteur et du performeur de l'année en 2015[19].